# ルイ・ファリア
ルイ・ファリア（Rui Faria）ことルイ・フェリペ・ダ・クーニャ・ファリア（Rui Filipe da Cunha Faria、1975年6月14日 - ）は、ポルトガル・ブラガ県バルセロス出身のサッカー指導者。

## 経歴
1975年にバルセロスで誕生。ポルト大学ではビトール・フラデ教授から「戦術的ピリオダイゼーション理論」（PTP理論）を学ぶ（この理論は後にモウリーニョに取り入れられる）。転機となったのは1999年11月、自身の卒業論文の題材として当時、FCバルセロナのアシスタントコーチを務めていたジョゼ・モウリーニョを取材、後に師となるモウリーニョと出会う。 
2001年、ウニオン・レイリアの監督に就任したモウリーニョはフィットネスコーチにルイ・ファリアを抜擢、ここから師弟関係が始まり、その後もモウリーニョに付き添ってFCポルトではUEFAチャンピオンズリーグ優勝の快挙に貢献する。この頃から”モウリーニョの右腕”、”名参謀”との評価を得るようになり、2004年にモウリーニョがチェルシーFCの監督に就任した時も必要不可欠な存在としてファリアの入閣を強く求めたことを明かしている。
その後も17年間に渡ってモウリーニョの腹心としてインテル、レアル・マドリード、チェルシー、マンチェスター・ユナイテッドでアシスタントコーチを歴任、対戦相手の分析から選手のコンディション管理、トレーニングの統括まで担当し、モウリーニョに唯一、直言出来る存在として影の立役者とまで評される。しかし家庭の事情を理由にマンチェスター・ユナイテッドのアシスタントコーチを務めていた2017-2018シーズンをもって退任、モウリーニョも惜しみながらもファリアの独立を応援するコメントを残した。その後、腹心であったファリア不在を懸念されたモウリーニョは選手との対立の末に2018年12月に解任され、ファリアの存在の大きさを指摘する声が挙がった。
休養を経た2019年1月19日、キャリア初となるカタール・スターズリーグのアル・ドゥハイルSCの監督に就任することが発表された。
2020年1月20日、個人的な理由でアル・ドゥハイル監督を辞任。

## 指導者時代
- 2001.4-2002.1  ウニオン・レイリア（フィットネスコーチ）
- 2002.1-2004.5  ポルト（フィットネスコーチ）
- 2004.6-2007.9  チェルシー（アシスタントコーチ）
- 2008.6-2010.5  インテル・ミラノ（アシスタントコーチ）
- 2010.5-2013.6  レアル・マドリード（アシスタントコーチ）
- 2013.6-2015.12  チェルシー（アシスタントコーチ）
- 2016.7-2018.5  マンチェスター・ユナイテッド（アシスタントコーチ）
- 2019.1-2020.1  アル・ドゥハイルSC

## タイトル

### 監督時代
アル・ドゥハイルSC
- カタール首長杯：1回（2019）

## 関連人物
- ジョゼ・モウリーニョ